# Савицкий, Александр Павлович
Алекса́ндр Па́влович Сави́цкий (род. 1951) — российский учёный, специалист в области физической биохимии, доктор химических наук (1991), профессор (1995), лауреат премии правительства РФ в области науки и техники (2010). Заведует лабораторией физической биохимии в Федеральном исследовательском центре «Фундаментальные основы биотехнологии» РАН, читает курсы лекций по методам биохимии и флуоресцентной спектроскопии на Химическом факультете МГУ им. М.В. Ломоносова.

## Биография
Родился 5 августа 1951 года в Ростовской области.
Мать — Савицкая Талия Гавриловна; отец — Савицкий Павел Прохорович, юрист.
В 1974 году окончил химический факультет МГУ имени М. В. Ломоносова, кафедру химической кинетики, которой в то время руководил Нобелевский лауреат академик Семёнов Н. Н. В 1976—1979 годах Савицкий — аспирант кафедры химической и инженерной энзимологии химического факультета МГУ им. М. В. Ломоносова.
В 1979 году защитил диссертацию на соискание учёной степени кандидата химических наук на тему «Исследование структуры активного центра гемсодержащей пероксидазы спектрально-люминесцентным методом» (специальность — кинетика и катализ) под научным руководством чл.-корр. АН СССР И. В. Березина. После защиты кандидатской диссертации основным направлением работы стала разработка принципиально новых флуоресцентных систем детекции для иммунохимических методов анализа. В 1991 году на химическом факультете МГУ защитил диссертацию на соискание ученой степени доктора химических наук по специальности 03.00.04 — биохимия на тему «Новые флуоресцентные и фосфоресцентные методы иммуноанализа». Автор более 130 научных статей и глав в книгах. Научный руководитель 15 кандидатских диссертаций. Профессор биохимии с 1995 года.
С 1982 года по настоящее время А. П. Савицкий работает в Институте биохимии им. А. Н. Баха РАН, в настоящее время входящем в ФИЦ Биотехнологии РАН — заведующий лабораторией физической биохимии, заместитель директора по научной работе (с 2008 по 2018 г.). Основное направление деятельности на посту заместителя директора — создание современной научно-инструментальной базы в институте.
Член специализированных научных советов по защите диссертаций Д 002.247.01 при Институте биохимии им. А. Н. Баха РАН и МГУ.02.08, МГУ им. М. В. Ломоносова, Химический факультет. Он регулярно читает курс лекций по методам биофизической химии на кафедре химической энзимологии химического факультета МГУ. Член редколлегии международного журнала Journal of Biomedical Photonics & Engineering (http://jbpe.ssau.ru/index.php/JBPE/pages/view/EB)
Семья
Жена — Савицкая Анна Владимировна, из семьи известных лингвистов (отец Недялков Владимир Петрович, брат Игорь Владимирович Недялков).
Сын Павел 1973 года рождения, кандидат химических наук, в настоящее время работает в университете Саутгемптона (Великобритания)

## Научная деятельность
Основные научные интересы Савицкого А. П. связаны с изучением структуры и флуоресцентных свойств цветных флуоресцентных белков и их применения в молекулярном биоимиджинге в качестве наносенсоров в живых системах для решения практических задач в области медицинской биотехнологии, что имеет принципиальное значении для совершенствования и ускорения разработок новых лекарственных препаратов с использованием методов флуоресцентной томографии. Савицким А. П. проведен обширный цикл работ по исследованию флуоресцентных и физико-химических цветных белков из кораллов. Предложен и экспериментально обоснован двухквантовый механизм управляемой светом коформационной динамики цветных белков, обнаружен ряд новых структурных мотивов в цветных белках, сильно влияющих на их спектральные свойства, а также агрегатные свойства и взаимодействие с рядом метаболитов. Его лаборатория является одним из мировых лидеров по разработке молекулярного имиджинга основанного на принципе измерения времен жизни флуорофоров в возбужденном состоянии.
Основным итогом этой части работ можно считать следующие результаты:
1) открыт новый уникальный одновременно фотоконвертируемый и фотопереключаемый флуоресцентный белок SAASOti, позволяющий реализовывать самые разнообразные методы субдифракционной микроскопии и открывающий новое направление в разработке высокоскоростной кинетической субдифракционной микроскопии;
2) впервые обнаружена и описана фемтосекундная динамика красных флуоресцентных белков и выяснена её роль в фотофизических свойствах цветных флуоресцентных белков;
3) разработаны пикосекундные флуоресцентные генетически кодируемые молекулярные сенсоры в красном диапазоне оптического спектра пригодные для непрерывного изучения молекулярных процессов в живых организмах в течение длительного промежутка времени (до одного месяца);
4) разработаны методы фотодинамической инактивации наиболее опасных инфекций, таких как E.coli O157H7 и Listeria monocitogenes. В настоящее время ведутся работы по созданию методов фотодинамической инактивации дормантных форм Mycobacterium tuberculosis, не поддающихся терапии классическими методами.
На протяжении всей своей научной деятельности Савицкий А. П. принимает активное участие в международной научной кооперации. С 1992 по 1995 годы работал совместно с проф. Erkki Soini (Университет Турку, Финляндия) по проектам фосфоресцентной микроскопии и по разработке латексной микромашины (микроканальный биохимический микрочип) для иммунохимического и ДНК-анализов с произвольным доступом к различным типам анализов (сначала в исследовательском центре компании Wallac, Турку, Финляндия, а затем при поддержке корпорации IGEN, США в биотехнологическом центре университета г. Турку, Финляндия). В 1995 и 1997 годах по стипендии DFG работал по проекту направленного транспорта лекарств в опухоли совместно с проф. Joerg Moser в Институте лазерной медицины университета г. Дюссельдорфа, ФРГ. В 1998—2001 годах работал по совместному проекту с академиком РАН С. А. Лукьяновым. Результатом работы стало открытие красных флуоресцирующих белков в кораллах. В 2002 году был выполнен совместный проект с университетом г. Гвелф (Канада) по фотодинамической инактивации опасных инфекций (E.coli O157H7 и Listeria monocytogenes). В 2004—2006 годах проводил совместные работы по фемтосекундной спектроскопии цветных белков совместно с проф. M.-E. Michel-Beyerle в техническом университете г. Мюнхен, ФРГ.
Большое практическое значение имеют работы Савицкого А. П. в области медицинской диагностики, выполненные в период работы над докторской диссертацией. Одним из национальных приоритетов в области медицины является неонатальный скрининг новорожденных на фенилкетонурию. Для диагностики фенилкетонурии в Институте биохимии им. А. Н. Баха РАН в 1989 г. были разработаны флуоресцентные тест-системы для массового определения фенилаланина в сухих пятнах крови. Наборы сертифицированы МЗ РФ и с использованием этих наборов выявлено свыше 3000 больных детей и своевременно начато их лечение, что предотвратило развитие тяжелых форм умственной недостаточности. За этот цикл работ Савицкому А. П. в составе авторского коллектива была присуждена премия Правительства РФ в 2010 году по биотехнологии.
Является инициатором организации регулярных международных научных конференций и школ молодых ученых по современным методам флуоресцентного имиджинга ADFLIM (Advanced Fluorescence Imaging Methods). Первая конференция ADFLIM была проведена в Сочи-Дагомыс в 2016 году (www.adflim.org).

## Направления исследований
Область научных интересов: клеточная биология, каспазы, металлопротеиназы, цветные флуоресцирующие белки, молекулярный имиджинг, флуоресцентная микросокпия, фотодинамическая терапия, флуоресцентная и фосфоресцентная спектроскопия, синглетный кислород, триплетный хлорофилл, порфирины, фотодинамическая терапия.
— Изучение биохимии каспаз в процессах программируемой клеточной гибели (апоптоз, некроптоз, аутофагия)
— Изучение биохимии металлопротеиназ, регуляции их активности, поиск новых ингибиторов в процессах канцерогенеза, ангиогенеза и воспалительных процессах
— Изучение фотофизических и фотохимических свойств цветных флуоресцирующих белков из кораллов и применение их в методах субдифракционной микроскопии
— Разработка сенсоров активности каспаз в живых клетках с использованием генетически кодируемых цветных белков основанных на принципе индуктивно-резонанскного переноса энергии
— Разработка методов молекулярного имиджинга биохимических реакций на моделях мелких лабораторных животных. Разработка новых методов флуоресцентной томографии
— Изучение фотофизических свойств красителей в ближнем инфракрасном диапазоне и разработка методов их применения в фотодинамической терапии опухолей. Изучение механизмов и особенностей иммунного ответа при фотодинамическом воздействии на первичные солидные опухоли

## Научные работы
- MO Shleeva, AP Savitsky, VD Nikitushkin, ID Soloviev, KA Trutneva, Ya S Keruchenko, AS Kaprelyants. Effect of Photodynamic Inactivation against Dormant Forms and Active Growing Cells of Mycobacterium smegmatis. Applied Biochemistry and Microbiology, 56, 285—291 (2020)
- Daria K Tuchina, Irina G Meerovich, Olga A Sindeeva, Victoria V Zherdeva, Alexander P Savitsky, Alexei A Bogdanov Jr, Valery V Tuchin. Magnetic resonance contrast agents in optical clearing: Prospects for multimodal tissue imaging. Journal of Biophotonics, e201960249 (2020) Q1
- Shleeva MO, Savitsky AP, Nikitushkin VD, Solovyev ID, Kazachkina NI, Perevarov V.V., Kaprelyants A.S. Photoinactivation of dormant Mycobacterium smegmatis due to its endogenous porphyrins. Applied microbiology and biotechnology, 1-9 (2019) Q1
- Solovyev ID, Gavshina AV, Savitsky AP. Novel Phototransformable Fluorescent Protein SAASoti with Unique Photochemical Properties. International journal of molecular sciences 20 (14), 3399 (2019) Q1
- Bogdanov AA, Solovyev ID, Savitsky AP. Sensors for Proteolytic Activity Visualization and Their Application in Animal Models of Human Diseases. Biochemistry (Moscow), 84 (1), 1-18 (2019) Q2
- Solovyev, I.D., Gavshina, A.V., Katti, A.S., Chizhik, A.I., Vinokurov, L.M., Lapshin, G.D., Ivashina, T.V., Khrenova, M.G., Kireev, I.I., Gregor, I., Enderlein, J., and Savitsky, A.P. Monomerization of the photoconvertible fluorescent protein SAASoti by rational mutagenesis of single amino acids, Scientific reports, 8 (1), 15542 (2018). Q1
- Mamontova, A.V., Solovyev, I.D., Savitsky, A.P., Shakhov, A.M., Lukyanov, K.A.,and Bogdanov, A.M. Bright GFP with subnanosecond fluorescence lifetime, Scientific reports, 8 (2018), 13224 Q1
- Solovyev, I.D., Gavshina, A.V., and Savitsky, A.P. Reversible photobleaching of photoconvertible SAASoti-FP, Journal of Biomedical Photonics & Engineering 3 (4), 040303 (2018).
- Victoria V. Zherdeva; Natalia I. Kazachkina; Vladislav I. Shcheslavskiy; Alexander P. Savitsky. Long-term fluorescence lifetime imaging of a genetically encoded sensor for caspase-3 activity in mouse tumor xenografts. J. of Biomedical Optics, 23(3), 035002 (2018). https://doi.org/10.1117/1.JBO.23.3.035002 Q1
- Alexander S Goryashchenko, Maria G Khrenova, Alexander P Savitsky. Detection of protease activity by fluorescent protein FRET sensors: from computer simulation to live cells. Methods Appl. Fluoresc. 6 (2018) 022001, https://doi.org/10.1088/2050-6120/aa9e47 Q1
- Khrenova MG, Solovyev ID, Lapshin GD, Savitsky AP. Molecular mechanism of interactions between MMP-2 and its oligopeptide-based inhibitors. Mendeleev Communications. Vol.27, 157—159 (2017) Q2
- Khrenova MG, Solovyev ID, Azev VN, Lapshin GD, Savitsky AP. Oxoethylene derivative of the natural substrate as an inhibitor of matrix metalloproteinase MMP-2. Mendeleev Communications. Vol.26, 207—208 (2016) Q2
- Goryashchenko AS, Khrenova MG, Bochkova AA, Ivashina TV, Vinokurov LM, Savitsky AP

Genetically Encoded FRET-Sensor Based on Terbium Chelate and Red Fluorescent Protein for Detection of Caspase-3 Activity. International journal of molecular sciences 16 (7), 16642-16654 (2015) Q1
- Sarkisyan KS, Goryashchenko AS, Lidsky PV, Gorbachev DA, Bozhanova N.G, Gorokhovatsky A.Yu, Pereverzeva A.R, Ryumina A.P, Zherdeva V.V, Savitsky A.P, Solntsev K.M, Bommarius A.S, Sharonov G.V, Lindquist J.R, Drobizhev M., Hughes T.E, Rebane A., Lukyanov K.A, Mishin A.S. Green fluorescent protein with anionic tryptophan-based chromophore and long fluorescence lifetime. Biophysical journal 109 (2), 380—389 (2015) Q1
- Meerovich IG, Kazachkina NI, Savitsky AP. Investigation of the effect of photosensitizer Tiosense on the tumor model mel Kor-TurboRFP expressed red fluorescent protein

Russian Journal of General Chemistry 85 (1), 274—279 (2015) Q3
- Lapshin G, Salih A, Kolosov P, Golovkina M, Zavorotnyi Y, Ivashina T, Vinokurov L., Bagratashvili V., Savitsky A. Fluorescence color diversity of great barrier reef corals

Journal of Innovative Optical Health Sciences, 1550028 (2015) Q3
- Khrenova MG, Savitsky AP, Topol IA, Nemukhin AV. Exploration of the Zinc Finger Motif in Controlling Activity of Matrix Metalloproteinases. The Journal of Physical Chemistry B 118 (47), 13505-13512 (2014)
- MG Khrenova, AV Nemukhin, AP Savitsky. Computational characterization of Ketone-Ketal transformations at the active site of matrix metalloproteinase. The Journal of Physical Chemistry B, 2014, V.118 (16), P.4345-4350
- A Nemukhin, B Grigorenko, A Savitsky. Quantum based simulation s of structure and spectra of photoreceptor proteins. FEBS JOURNAL, 2013, V.280, P.592-592
- Grigorenko B.L., Polyakov I.V., Savitsky A.P., Nemukhin A.V. Unusual Emitting States of the Kindling Fluorescent Protein: Appearance of the Cationic Chromophore in the GFP Family Journal Of Physical Chemistry B, 2013, V.117, P.7228-7234
- Mironov V.A., Khrenova M.G., Grigorenko B.L., Savitsky A.P., Nemukhin A.V. Thermal Isomerization of the Chromoprotein asFP595 and Its Kindling Mutant A143G: QM/MM Molecular Dynamics Simulations. The Journal of Physical Chemistry B, 2013, V.117, P.13507-13514
- Zherdeva V.V., Savitsky A.P. Using Lanthanide-Based Resonance Energy Transfer for in vitro and in vivo Studies of Biological Processes. Biochemistry (Moscow), 2012, Vol. 77, No. 13, pp. 1553–1574
- Loginova Y.F., Kazachkina N.I., Zherdeva V.V., Rusanov A.L., Shirmanova M.V., Zagaynova E.V., Sergeeva E.A., Dezhurov S.V., Wakstein M.S., Savitsky A.P. Biodistribution of intact fluorescent CdSe/CdS/ZnS quantum dots coated by mercaptopropionic acid after intravenous injection into mice. J. Biophotonics, 2012, vol. 11-12, p. 848—859.
- Loginova Y.F., Dezhurov S.V., Zherdeva V.V., Kazachkina N.I., Wakstein M.S., Savitsky A.P. Biodistribution and stability of CdSe core quantum dots in mouse digestive tract following per os administration: Advantages of double polymer/silica coated nanocrystals. Biochem. Biophys. Res. Comm., 2012, vol. 419 (1), p. 54-59
- A.P. Savitsky, I.G. Meerovich, V.V. Zherdeva, L.R. Arslanbaeva, O.S. Burova, D.V. Sokolova, E.M. Treshchalina, A.Yu Baryshnikov, I.I. Fiks, A.G. Orlova, M.S. Kleshnin, I.V. Turchin, A.M. Sergeev. Chapter 7. Three-Dimensional In Vivo Imaging of Tumors Expressing Red Fluorescent Proteins. In: Robert M. Hoffman (ed.), In: In Vivo Cellular Imaging Using Fluorescent Proteins: Methods and Protocols, Methods in Molecular Biology, 2012, vol. 872, pp. 97–114
- I. Topol, J. Collins, V. Mironov, A. Savitsky, A. Nemukhin, Modeling absorption of the kindling fluorescent protein with the neutral form of the chromophore. International Journal of Quantum Chemistry, 2012, 112, 2947—2951.
- Alexander P. Savitsky, Alexander L. Rusanov, Victoria V. Zherdeva, Tatiana V. Gorodnicheva, Maria G. Khrenova and Alexander V. Nemukhin. FLIM-FRET Imaging of Caspase-3 Activity in Live Cells Using Pair of Red Fluorescent Proteins. Theranostics, 2012; Vol.2(2), pp. 215–226.
- Alexander L. Rusanov, Vladimir A. Mironov, Alexander Goryashenko, Bella L. Grigorenko, Alexander Alexander L. Rusanov, Vladimir A. Mironov, Alexander Goryashenko, Bella L. Grigorenko, Alexander V. Nemukhin, and Alexander P. Savitsky. Conformational partitioning in pHConformational partitioning in pH—induced fluorescence of the induced fluorescence of the kindling fluorescent protein (KFP)kindling fluorescent protein (KFP). The Journal of Physical Chemistry BThe Journal of Physical Chemistry B, Vol. 115, pp 9195–9201, 20112011
- I. Topol, J. Collins, A. Savitsky, A. NemukhinI. Topol, J. Collins, A. Savitsky, A. Nemukhin. Computational strategy for tuning spectral properties of Computational strategy for tuning spectral properties of red fluorescent proteinsred fluorescent proteins. Biophysical ChemistryBiophysical Chemistry 158 (2011) 91158 (2011) 91—9595
- I. Shelaev, V. Mironov, A. Rusanov, F. Gostev, A. Bochenkova, O. Sarkisov, A. Nemukhin, A. Savitsky. The origin of radiationless conversion of the excited state in the kindling fluorescent protein (KFP): femtosecond studies and quantum modeling. Laser Physics LettersLaser Physics Letters, 2011, Vol.8, No. 6, 4698, No. 6, 469—474474
- Rusanov A.L., Savitsky A.P. Fluorescence resonance energy transfer between fluorescent proteins as powerful toolkits for in vivo studies, Laser Physics Letters, 2011, v. 8(2), p. 91-102
- Rusanov A.L., Ivashina T.V., Vinokurov L.M., Fiks I.I., Orlova A.G., Turchin I.V., Meerovich I.G., Zherdeva V.V., Savitsky A.P. Lifetime imaging of FRET between red fluorescent proteins, J. Biophotonics, 2010, v. 3(12), p. 774—783
- L. R. Arslanbaeva, V. V. Zherdeva, T. V. Ivashina, L. M. Vinokurov, A. L. Rusanov, and A. P. Savitsky Genetically Encoded FRET pair on the Basis of Terbium binding Peptide and Red Fluorescent Protein. Applied Biochemistry and Microbiology, 2010, Vol. 46, No. 2, pp. 154–158
- A.V. Nemukhin, B.L. Grigorenko, A.P. Savitsky Computer modeling of structure and spectra of fluorescent proteins Acta Naturae, 2009, № 2, С. 33-43
- Collins J.R., Topol I.A., Nemukhin A.V., Savitsky A.P. «Computational modeling structure and spectra of biological chromophores» Proceedings of SPIE, 2009, P.71912
- Ilya V. Turchin, Vladislav A. Kamensky, Vladimir I. Plehanov, Anna G. Orlova, Mikhail S. Kleshnin, Ilya I. Fiks, Marina V. Shirmanova, Irina G. Meerovich, Lyaisan R. Arslanbaeva, Viktoria V. Jerdeva, Alexander P. Savitsky. Fluorescence diffuse tomography for detection of red fluorescent protein expressed tumors in small animals. Journal of Biomedical Optics Vol.13, N4, 2008
- A.V. Nemukhin, I.A. Topol, B.L. Grigorenko, A.P. Savitsky, J.R. Collins, «Conformation dependence of pKa’s of the chromophores from the purple asFP595 and yellow zFP538 fluorescent proteins», J.Mol.Struct. (THEOCHEM), 2008, V.863, pp. 39–43.
- K.B. Bravaya, A.V. Bochenkova, A.A. Granovsky, A.P. Savitsky, A.V. Nemukhin, «Modeling photoabsorption of the asFP595 chromophore», J.Phys.Chem.A., 2008, V.112, pp. 8804–8810
- Alexander V. Nemukhin; Bella L. Grigorenko; Anastasia V. Bochenkova; Ksenia B. Bravaya; Alexander P. Savitsky, «Computational approaches in modeling spectra of biological chromophores», Proceedings of SPIE, 2008, Vol. 6868; DOI: 10.1117/12. 760952.
- Bella L. Grigorenko; Alexander V. Nemukhin; Alexander P. Savitsky, «Simulations on the kindling mechanism of the asFP595 fluorescent protein», Proceedings of SPIE, 2008, Vol. 6868; DOI: 10.1117/12.760963
- Alexander L. Rusanov, Nadya Zubova, Alexander P. Savitsky. Role of pH in the appearance of the fluorescent state of chromo protein asCP595 and its mutant KFP. Proc.SPIE, Vol.6449, (SPIE, Bellingham, WA, 2007), pp. 644917–1-7
- Vadim A. Korolenko, Evgeny Evtushenko, Alexander L. Rusanov, Nadya Zubova, Ilya N. Kurochkin, and Alexander P. Savitsky Multipopulation desaggregation behavior of zFP538 upon dilution. Proc. SPIE 6098, 60980N (2006)
- B. Grigorenko, A. Savitsky, I. Topol, S. Burt, A.Nemukhin. Ground-State Structures and Vertical Excitations for the Kindling Fluorescent Protein asFP595. J. Phys. Chem. B, Vol.110, P.18635-18640 (2006)
- B. Grigorenko, A. Savitsky, I. Topol, S. Burt, A. Nemukhin. Trans and cis Chromophore structures in the kindling fluorescent protein asFP595. Chemical Physics Letters, Vol. 424, P. 184—188, (2006)
- I. V. Turchin, V. I. Plehanov, A. G. Orlova, V. A. Kamenskiy, M. S. Kleshnin, M. V. Shirmanova, N. M. Shakhova, I. V. Balalaeva, A. P. Savitskiy. Fluorescence Diffuse Tomography of Small Animals with DsRed2 Fluorescent Protein. Laser Physics, 2006, Vol. 16, No. 5, pp. 741–746.
- Tanja A. Schüttrigkeit, Till von Feilitzsch, Christian K. Kompa, Konstantin A. Lukyanov, Alexander P. Savitsky, Alexander A. Voityuk and Maria E. Michel-Beyerle. Femtosecond study of light-induced fluorescence increase of the dark chromoprotein asFP595. Chemical Physics. Vol. 323, P. 149—160 (2006)
- Savitsky A.P. Subpicomolar assays of antibodies and DNA using phosphorescence labels. In Fluorescent sensors and Biosensors. Edited by Richard B. Thompson, ISBN 0-8247-2737-1, CRC Press (a subsidiary of Taylor and Francis), Boca Raton, FL, September 2005, c.400 pp.
- Zubova N.N., Korolenko V.A., Astafyev A.A., Petrukhin A.N., Vinokurov L.M., Sarkisov O.M., Savitsky A.P. Brightness of yellow fluorescent protein from coral (zFP538) depends on aggregation. Biochemistry. Vol. 44, pp. 3982–93 (2005)
- Meerovich I.G., Jerdeva V.V., Derkacheva V.M., Meerovich G.A., Lykyanets E.A., Kogan E.A., Savitsky A.P. Photodynamic activity of dibiotinilated aluminum sulfophthalocyanine in vitro and in vivo. J. Photochem.Photobiol. B: Biology. Vol. 80, pp. 57–64 (2005)
- Ilya V. Turchin, Vladimir I. Plehanov, Ekaterina A. Sergeeva, Anna G. Orlova, Vladimir A. Vorob’ev, Vladislav A. Kamensky, and Alexander P. Savitsky. Frequency-domain optical diffusion tomography of fluorescent proteins. In Proc. SPIE, Vol.5859, Photon Migration and Diffuse-Light Imaging II, Kai Licha, Rinaldo Cubeddu, Editors, 58591H (2005).
- Irina G. Meerovich, Meng Yang, Ping Jiang, Robert M. Hoffman, Valery P. Gerasimenya, Alexander E. Orlov, Alexander P. Savitsky, and Vladimir O. Popov. Study of action of cyclophosphamide and extract of mycelium of Pleurotus ostreatus in vivo on mice, bearing melanoma B16-F0-GFP. In Proc SPIE, Vol.5704, Genetically Engineered and Optical Probes for Biomedical Applications III, Darryl J. Bornhop, Samuel I. Achilefu, Ramesh Raghavachari, Alexander P. Savitsky, Editors, April 2005, pp. 214–221.
- Nadya N. Zubova, Vadim A. Korolenko, and Alexander P. Savitsky. Kinetics of denaturation of the yellow fluorescent protein from coral zFP538. In Proc SPIE, Vol.5704, Genetically Engineered and Optical Probes for Biomedical Applications III, Darryl J. Bornhop, Samuel I. Achilefu, Ramesh Raghavachari, Alexander P. Savitsky, Editors, April 2005, pp. 206–213.
- Nadya N. Zubova, Artem A. Astafyev, Andrew N. Petrukhin, Oleg M. Sarkisov, and Alexander P. Savitsky. Atomic force and near-field scanning microscopy of solid zFP538 films. In Proc SPIE, Vol.5704, Genetically Engineered and Optical Probes for Biomedical Applications III, Darryl J. Bornhop, Samuel I. Achilefu, Ramesh Raghavachari, Alexander P. Savitsky, Editors, April 2005, pp. 200–205
- Alexander P. Savitsky, Michail B. Agranat, Konstantin A. Lukyanov, Tanja Schuttrigkeit, Till von Feilitzsch, Christian Kompa, M.E. Michel-Bayerle. Fluorescence enhancement of asCP595 is due to consecutive absorbance of two photons. In Proc. SPIE, Volume 5329, pp. 73–78 — Genetically Engineered and Optical Probes for Biomedical Applications II. Alexander P. Savitsky, Lubov Y. Brovko, Darryl J. Bornhop, Ramesh Raghavachari, Samuel I. Achilefu, Editors, June 2004
- Nadya N. Zubova, Leonid M. Vinokurov, and Alexander P. Savitsky Aggregation of the yellow fluorescent protein zFP538 is pH-dependent. In Proc. SPIE, Volume 5329, pp. 187–191 — Genetically Engineered and Optical Probes for Biomedical Applications II. Alexander P. Savitsky, Lubov Y. Brovko, Darryl J. Bornhop, Ramesh Raghavachari, Samuel I. Achilefu, Editors, June 2004
- Zubova N.N., Rudenko N.V., Savitsky A.P. Aggregation strongly influences the pH-profile of the fluorescence of yellow fluorescent protein zFP538. In Proc. SPIE. Vol.4967 Genetically engineered and optical probes for biomedical application. Edited by Alexander P. Savitsky, Darryl J. Bornhop, Ramesh Raghavachari, Samuel I. Ashilefu (SPIE, Bellingham, Washington, 2003) pp. 88–99
- Bulavina A.Yu., McDermott G., Matveeva E.G., Savitsky A.P. Oligomerization strongly influences the brightness of DsRed fluorescence. In Proc. SPIE. Vol.4967 Genetically engineered and optical probes for biomedical application. Edited by Alexander P. Savitsky, Darryl J. Bornhop, Ramesh Raghavachari, Samuel I. Ashilefu (SPIE, Bellingham, Washington, 2003) pp. 78–87
- Savitsky P.A., Labas Yu.A., Savitsky A.P. Fluorescent proteins require reactive oxygen species to develop fluorescence. In Proc. SPIE. Vol.4967 Genetically engineered and optical probes for biomedical application. Edited by Alexander P. Savitsky, Darryl J. Bornhop, Ramesh Raghavachari, Samuel I. Ashilefu (SPIE, Bellingham, Washington, 2003) pp. 75–77
- Romanova N.A., Brovko L.Y., Moore L., Pometun E., Savitsky A.P., Ugarova N.N., Griffiths M.W. Assessment of Photodynamic Destruction of Escherichia coli O157:H7 and Listeria monocytogenes by Using ATP Bioluminescence. Applied and Environmental Microbiology, Vol. 69, p. 6393-6398 (2003)
- Matveeva E.G., Nelen M.I., Lobanov O.I., Savitsky A.P. Specific Interaction of Coproporphyrin I with Antibodies in Water and Reverse Micelles: Dimerization of Antibodies Affects Antigen Binding Site Journal of Fluorescence, Vol. 13, No. 1, (2003)
- Yanushevich Y.G., Staroverov D.B., Savitsky A.P., Fradkov A.F., Gurskay N.G., Bulina M.E., Lukyanov K.A., Lukyanov S.A. A strategy for the generation of non-aggregating mutants of Anthozoa fluorescent proteins. FEBS Letters Vol. 511 pp. 11–14. 2002
- Gurskaya N.G, Savitsky A.P, Yanushevich Y.G, Lukyanov S.A Lukyanov K.A Color transitions in coral’s fluorescent proteins by site-directed mutagenesis. BMC Biochemistry 2:6 http://www.biomedcentral.com/1472-2091/2/6, 2001
- Matveeva E.M., Gribkova E.V., Sanborn J.M., Gee S.J., Hammock B.D., Savitsky A. P. Development of a homogeneous phosphorescent immunoassay for the detection of polychlorinated dibenzo-p-dioxines. Analyt. Letters, 34 (13), 2311—2320, 2001
- Lukyanov K.A., Fradkov A.F., Gurskaya N.G., Matz M.V., Labas Yu.A., Savitsky A.P., Markelov M.L., Zaraisky A.G., Zhao X., Fang Y., Tan W., Lukyanov S.A. Natural Animal coloration can be determined by a nonfluorescent GFP homolog. In Bioluminescence and Chemiluminescence, Proc. Of the 11th International Symposium, Asilomar Conferences Ground, Monterey, California, USA, 6-10 September 2000. Eds. Case J.F., Herring P.J., Robinson B.H., Haddock S.H.D., Kricka L.J., Stanley P.E. World Scientific, Singapore-New Jersey-London-Hong Kong. pp. 107–110. 2001
- Romanova N.A., Pometun E.B., Ugarova N.N. Brovko L.YU., Savitsky A.P. Bioluminescent assay of ATP leakage from yeast cells after photdynamic damage. In Bioluminescence and Chemiluminescence, Proc. Of the 11th International Symposium, Asilomar Conferences Ground, Monterey, California, USA, 6-10 September 2000. Eds. Case J.F., Herring P.J., Robinson B.H., Haddock S.H.D., Kricka L.J., Stanley P.E. World Scientific, Singapore-New Jersey-London-Honkong. pp. 305–308. 2001
- Martynov V.I., Savitsky A.P., Martynova N.Y., Savitsky P.A., Lukyanov K.A., Lukyanov S.A. Alternative Cyclization in GFP-like Proteins Family. The Journal of Biological Chemistry Vol. 276, No. 24, pp. 21012–21016. 2001
- Dementeva E.I., Fedorchuk E.A., Brovko L.Yu., Savitskii A.P., Ugarova N.N. Fluorescent properties of Firefly luciferases and their complexes with Luciferin. Bioscience Reports, Vol. 20, No. 1, pp. 21–29, 2000
- Lukyanov K.A., Fradkov A.F., Gurskaya N.G., Matz M.V., Labas Yu.A., Savitsky A.P., Markelov M.L., Zaraisky A.G., Zhao X., Fang Y., Tan W., Lukyanov S.A. Natural Animal coloration can be determined by a nonfluorescent green fluorescent protein homolog. J.Biol.Chem., Vol. 275, No.34, pp. 25879–25882, 2000
- Matz MV, Fradkov AF, Labas YA, Savitsky AP, Zaraisky AG, Markelov ML, Lukyanov SA Fluorescent proteins from nonbioluminescent Anthozoa species. Nature Biotechnology Oct;17(10):969-73. 1999.
- Chudinova EA, Dementieva EI, Brovko LY, Savitskii AP, Ugarova NN Fluorescence of Tryptophan Residues in Firefly Luciferases and Enzyme-Substrate Complexes. Biochemistry (Mosc) Oct;64(10):1097-1103.1999
- Matveeva E.M., Savitsky A. P., Gomez-Hens A. Use of Stopped-Flow Fluoroimmunoassay in Coproporphyrine Determination. Analitica Chim. Acta, v.361, 27-32. 1998
- Meerovich I.G., Moser J.G., Yakubovskya R.I., Kaliya O.L., Lukyanets E. A. Savitsky AP. Avidin-biotin system for targeting delivery of photosensitizers and other cytotoxic agents into malignant tissues. Proc. SPIE, Vol.3191, p. 343-353. 1997
- Savitsky, A. P.; Savitskaja, A.V.; Lukyanets, E. A.; Dashkevich, S.N.; Makarova, E.A. Near-infrared phosphorescent metalloporphyrins In Proc. SPIE Vol. 2980 Advances in Fluorescence Sensing Technology III, Edited by Richard B. Thompson (SPIE, Bellingham, Washington, 1997) p. 352—357
- Golubeva, N. A.; Demcheva, M.V.; Chernyaeva, E.B.; Yakubovskya, R. I.; Suhin, G. M.; Ponomarev, G. V.; Galpern, M. G.; Luk’Yanets, E.A.; Savitsky, A.P. Bioconjugates of photosensitizers relevant for PDT In Proc. SPIE Vol. 2728 CIS Selected Papers: Laser Use in Oncology, Edited by Andrey V. Ivanov; Mishik A. Kazaryan (SPIE, Bellingham, Washington, 1996) pp. 165–180
- Ruebner J.G.Moser A.Savitsky D.Berendij R.Bayer B.Wagner. Carrier Systems in PDT II: Accumulation Strategies of Biotin-Avidin Coupled Photosensitizers Developed on Cultured Tumor Cells. In Proc. SPIE Vol.2625 Photochemotherapy: Photodynamic therapy and Other Modalities. Edited by Benjamin Ehrenberg, Guilio Jori, Johan Moan (SPIE, Bellingham, Washington, 1995) pp. 328–332,
- S. P. Martsev, V.A. Preygerzon, Y.I. Mel’nikova., Z.I. Kravchuk, G.V. Ponomarev, V.E. Lunev, A.P. Savitsky Modification of monoclonal and polyclonal IgG with palladium (II) coproporphyrin I: stimulatory and inhibitory functional effects induced by two different methods. J. Immunological Methods, Vol. 186, N2, pp. 293–304. 1995
- A.P.Savitsky, V.V.Savransky Lengmuir-Blodgett monolayers as a bases for Advanced Optical Biosensors In Advances in Biosensors, Vol.3, A.Turner, Yu.Evdokimov Edrs., pp. 165–190. 1995
- M.V.Demcheva, E.Yu.Mantrova, E.Yu.Mantrova A.P.Savitsky O.Berzing B.Michel I.Hammila Micelle stabilised phosphorescent based om bispecific antibodies against label and antigen. Analytical Letters, v.28(2) pp. 249–258. 1995
- A.Savitsky A.Chudinov S.Krylova Novel fluorescent chelate for Eu In Proc. SPIE Vol.2388 Advances in Fluorescence Sensing Technology II, Edited by J.R.Lakowicz (SPIE, Bellingham, Washington, 1995) pp. 429–434,
- O.Lobanov T.Dubrovsky D.Akindinov I.Alexeev V.Savransky Savitsky A.P.. Optical methods of ivestig tion of protein Langmuir Blodgett films. Thin Solid Films, v.259 pp. 85–90. 1995
- A.Savitsky O.Lobanov M.Demcheva, M.Nelen A.Yatsimirsky J.Korppi-Tommola. Time-resolved fluorescence study of the interaction of monoclonal anti-coprophorphyrin antibodies and (Pt)coprophorphyrin. In Proc.SPIE, vol.2329 Optical and imagin technique in Biomedicine, Edited by H-G. Foth, A. Luis, G.Podbelska, M-R. Nicould, H. Shnekenburger, A. Wilson (SPIE, Bellingham, Washington, 1995) pp. 353–359.
- A.Savitsky G.Ponomarev E.Soini Phosphorescent immunostaining In Proc.SPIE, vol.2329 Optical and imagin technique in Biomedicine, Edited by H-G. Foth, A. Luis, G.Podbelska, M-R. Nicould, H. Shnekenburger, A. Wilson (SPIE, Bellingham, Washington, 1995) pp. 252–257
- E.Chernyaeva M.Porochina A.Savitsky A-M.v.Leeuwen J.Greve B.De-Grooth Comparision of the cell photodynamic sensety for the aluminium phtalocyanines of different intracellular localisations. In Proc.SPIE, Vol. 2325 Photodynamic therapy of cancer II, Edited by J.Jori (SPIE, Bellingham, Washington, 1994) pp. 198–211.
- A.P.Savitsky G.V.Ponomarev O.I.Lobanov N.A.Sadovsky Room-temperature phosphorescence of metalloporphyrins and its application to immunoassay. In Proc.SPIE Vol.2136 Biomedical diagnostic instrumentation Edited by R.F.Bonner, G.F.Cohn, T.M.Laue, A.V.Priezzhev (SPIE, Bellingham, Washington, 1994) pp. 285–298
- A.P.Savitsky E.Yu.Mantrova G.V.Ponomarev I.Hammila E.Soini Solid Surface measurement of room-temperature phosphorescence of Pd-coproporphyrin and its application for time- resolved microscopy. In Proc. SPIE Vol.2083 Time- resolved resolved Microscopy Edited by Shnekenburger H. (SPIE Bellingham, Washington. 1994) pp. 49–53
- Demcheva M. Mantrova E. Ponomarev G. Savitsky A.P. Monoclonal antibodies against metalloporphyrins.Specificity of interaction with structurally different metalloporphyrins. FEBS Letters, v.355, pp. 314–316. 1994
- A.Yatsimirsky M.Nelen G.Ponomarev Savitsky A.P. Kinetic determination of Cu and Zn(11) by their incorp tion reaction into a water luble porphirin with a fluorimetric detection. Talanta, v.41, pp. 48X, 1994
- Savitsky A.P Nelen M.I. Yatsmirsky A.K. Demcheva M.V., Ponomarev G.V. Sinikov I.V.. Kinetics of Oxidation of o-dianisidine by Hydrogen Peroxide in the Presence of Antibody Complexes of Iron-Coproporphyrin. Appl.Biochem.& Biotechnology v.47,pp. 317–327. 1994
- Mantrova E.Yu. Demcheva M.V. Savitsky A.P. Universal phosphorescence immunoassay. Anal. Biochem. 219,pp. 109–114, 1994
- Dubrovsky T.B. A.P. Savitsky Demcheva M.V. Mantrova E.Yu Savransky V.V. Belovolova L.V. Fluorescent and phosphorescent study of Langmuir-Blodgett antibody films for application to optical immunosensors In Proc. SPIE Vol.1885 Advances in Fluorescence Sensing Technology Edited by J.R.Lakowicz, R.B.Thompson, (SPIE, Bellingham, Washington, 1993) pp. 168–173.
- Demcheva M.V. Mantrova E.Yu. A.P. Savitsky Universal phosphorescence immunoassay In Proc. SPIE Vol.1885 Advances in Fluorescence Sensing Technology Edited by J.R.Lakowicz, R.B.Thompson (SPIE, Bellingham, Washington, 1993) pp. 258–269
- Dubrovsky T.B. A.P. Savitsky Chudinov A.V. Timofeeva T.V. Struchkov Yu.T Molecular mechanics calculations of tris and tetrakis diketonate europium complexes In Proc. SPIE Vol.1885 Advances in Fluorescence Sensing Technology Edited by J.R.Lakowicz, R.B.Thompson (SPIE, Bellingham, Washington, 1993) pp. 208–215
- A.P. Savitsky Biomedical application of room-temperature phosphorescence of metalloporphyrin In Proc. SPIE Vol.1885 Advances in Fluorescence Sensing Technology Edited by J.R.Lakowicz, R.B.Thompson (SPIE, Bellingham, Washington, 1993) pp. 138–148
- Sadvakasova G.G. Lopatin N.P. Golubeva E.G. Cherednikova T.V. A.P. Savitsky Immunochemical study of tissue specifisity of acidic and basic isoperoxidases from horseradich in Plant peroxidases: Biochemistry and Physiology, K.G.Welinder, S.K.Rasmussen, C.Penel, H.Greppin eds. University of Geneva, pp. 329–334. 1993
- Dubrovsky T.B. A.P. Savitsky Demcheva M.V. Mantrova E.Yu. Yaropolov A.I. Savransky V.V. Belovolova L.V. Fluorescent and phosphorescent study of Langmuir Blodgett antibody films for application to immunosensors. Biosensors & Bioelectronics Vol.8, pp. 377–385. 1993
- Savitsky A.P. Tourkin A.I. Tourkina E.V. Chrednikova T.V. Ponomarev G.V. Poglazov B.F. Photochemical inactivation of viruses by antibody conjugates of compound generating singlet oxygen. In Proc. SPIE Vol.2078 Photodynamic therapy of cancer Edited by Guilio Jori, Johan Moan, Willem Star (SPIE, Bellingham, Washington, 1993) pp. 324–327
- Savitsky A.P., Lopatin K.V., Golubeva N.A., Chernyaeva E.B Solovieva L.I., Lukyanets E.A., Galpern M.G. Roder B., Nather D., Photophysical properties of protein conjugates with pdt photosensitizers In Proc.SPIE Vol.1922 Laser study of macroscopic biosystems Edited by J.E.I.Korppi-Tommola Poroshina M.Yu. (SPIE, Bellingham, Washington, 1992) pp. 245–254
- K.V.Lopatin N.A.Golubeva M.Yu.Poroshina E.V.Chernyaeva N.V.Stepanova L.I.Solovieva E.A.Lukyanets A.P. Savitsky pH-Dependence of the fluorescence and absorbance spectra of free sulphonated aluminium phthalocyanine and its conjugate with monoclonal antibodies. J.Photochem. Photobiol.B:Biol vol.13, pp. 327–333. 1992
- Papkovsky D.B. A.P. Savitsky Yaropolov A.I. Ponomarev G.V. Rumyantseva V.D Mironov A.F. Flow injection glucose determination with long wavelength luminescent oxigen probes. Biomedical Science, Vol.2, pp. 63–67. 1991
- D.B.Papkovsky J.Olah A.P. Savitsky I.V.Troyanovsky N.A.Sadovsky V.D.Rumyantseva A.F.Mironov A.I.Yaropolov Phosphorescent polymer films for optical oxygen sensors. Biosensors & Bioelectronics vol.7, pp. 199–206. 1991
- Papkovskii D.B., A.P. Savitsky Yaropolov A.I., Ponomarev G.V., Rumyantseva V.D., Mironov A.F. Flow-injection glucose determination with long wavelength luminescent oxygen probes. Biomedical Science, vol.2, p. 63-67, 1991
- O.S.Fedorova A.P. Savitsky K.G.Shoikhet G.V.Ponomarev Pd(II)-Coproporphyrin I as a photoactivable group in sequence-specific modification of nucleic acids by oligonucleotide derivatives. FEBS Letters, vol.259, N2, pp. 335–337. 1990
- Papkovskii D.B., Egorova S.G., A.P. Savitsky Sukhin G.M., Chissov V.I., Krasnovskii A.A., Egorov S.Yu., Ponomarev G.V., Kirillova G.V. Photodestruction in vitro of tumour cells sensitized by porphyrins and their conjugates with specific antibodies. Biomedical Science, vol.1, p. 401-407, 1990
- A.Bogdanova T.Egorov E.Harutunyan N.Kurochkina V.Lamzin A.Savitsky V.Popov I.Shumilin Mapping of immuno dominant regions of the NAD-dependent formate dehydrogenase FEBS Letters, 260, N2,297-300. 1990
- Izumrudov V.A. Savitsky A.P. Bakeev K.V. Zezin A.B. Kabanov V.A.A fluorescence quenching study of interpolyelectrolyte reactions. Die Macromolec. Chemie, v.5, pp. 709–714, 1984.
- A.P. Savitsky Vorobyova E.V., Berezin I.V., Ugarova N.N. Acid-base properties of Protoporphyrin IX; Its Dimetyl Esner and Heme Solubilized on Surfactant Micelles: Spectrophotometric and Fluorometric Titration J.Coll.Inter face Sci.,vol.84,p. 175-181, 1981
- Ugarova N.N., A.P. Savitsky Berezin I.V. The protoporphyrin apo- peroxidase complex as a horseradish peroxidase analog.A fluorimetric study of tht heme pocket Biochimica et biophysica Acta, vol.662, p. 210-219, 1981